# ホミニーフィード
ホミニーフィード (Hominy feed) は、とうもろこしを挽いて作られたコーングリッツ、コーンフラワー製造時の副産物である。

## 概要
ホミニーフィード（Hominy feed）は、コーングリッツとコーンフラワーを製造する際の副産物であり、とうもろこし胚芽、皮及び微粉状のデンプンの混合物である。
主として家畜のエネルギー源として、とうもろこしと同様全畜種に普通に使用される。

## 原料
ホミニーフィードの原料となるものは、コーングリッツ及びコーンフラワーの原料とうもろこしと同じである。

## 製造方法
コーングリッツ、コーンフラワー製造過程中においてコーングリッツ、コーンフラワーを採りだした残りの部分で、皮、胚芽の破片及び微粉末等のび微粉状のデンプンの混合物。。

## 用途
ホミニーフィードの用途は主に飼料用になるが、以下に利用される。
- 飼料用
- ペットフード用
- きのこ培地用

### 飼料用
飼料価値はとうもろこしと大きな違いはないが、肉質向上に効果があるとして肉牛や養豚、養鶏に利用される。

### ペットフード用
他の原材料と混合され、押出成形にてペレット状に化工される。

### きのこ培地用
炭素源やビタミン・無機塩類などの栄養素の供給源となる他や、細胞の増殖に必要な足場や液体のどの部分も均一な物理的性質を示す要素もある。

## メーカー
コーングリッツを製造しているメーカーより製造されている。